# 中华共产党
中华共产党，又称中国社会主义工人党，是中国历史上的一个共产主义政党。它参加1919年共产国际第一次代表大会，是共产国际的创始成员。

## 党史
1918年12月15日，刘泽荣在彼得格勒以莫斯科、彼得格勒、叶卡捷琳堡、哈尔科夫、彼尔姆等城市的“中华旅俄联合会”为基础，成立“旅俄华工联合会”，刘泽荣任会长。随后，在旅俄华工联合会的组织中建立许多俄国共产党（布尔什维克）华人支部。
1919年3月，列宁主持召开共产国际第一次代表大会，邀请旅俄华工联合会成员刘泽荣和张永奎以中国社会主义工人党的名义出席。
1920年6月18日－24日，旅俄华工第三次代表大会在莫斯科召开，60余名代表到会，代表着10余万名有组织的华工。大会闭幕次日，与会华工共产党代表举行会议，成立俄国共产党华员局（全称俄国共产党（布尔什维克）中央委员会华人党员中央组织局），作为旅俄华人共产党组织的领导机构，并通过《旅俄中国共产党组织章程》。同年7月19日－8月7日，共产国际第二次代表大会召开，俄国共产党华员局选派代表刘泽荣以中国社会主义工人党中央局的名义参加大会。
1921年中国共产党成立后，旅俄华工联合会的作用大大降低，发展也趋于停滞。这一时期，俄国共产党华员局下属的共产党组织以“中华共产党”的名义活动。1922年，俄共（布）解散华员局及其地方组织。